# Comité national olympique d'Ouzbékistan
Le Comité national olympique d'Ouzbékistan (en ouzbek,  Oʻzbekiston Milliy Olimpiya qoʻmitasi) est le comité national olympique d'Ouzbékistan fondé en 1992 lors de la dislocation de l'URSS.